# Мармуле
Мармуле (алб. Marmull) је насељено место у општини Ђаковица, на Косову и Метохији. Према попису становништва из 2011. у насељу је живео 641 становник.

## Становништво
Према попису из 2011. године, Мармуле има следећи етнички састав становништва:
| Националност | 2011.        |
| Албанци      | 641 (100,0%) |
| Укупно       | 641          |

| Демографија | Демографија | Демографија |
| Година      | Становника  | Становника  |
| ----------- | ----------- | ----------- |
| 1948.       | 447         |             |
| 1953.       | 517         |             |
| 1961.       | 617         |             |
| 1971.       | 708         |             |
| 1981.       | 874         |             |
| 1991.       | 840         |             |
| 2011.       | 641         |             |